# Beleg van Calais (1346)
Het Beleg van Calais was de eerste belegering in Frankrijk en speelde zich af in de Honderdjarige Oorlog. Het beleg van Calais, geslagen door de koning Eduard III van Engeland, duurde elf maanden.

## Achtergrond
Sinds 1337 was Frankrijk in oorlog met Engeland. In de eerste jaren van de Honderdjarige Oorlog versloegen de Engelsen de Franse vloot bij de Slag bij Sluis (1340) en haalden het graafschap Vlaanderen over om mee te doen met de verovering van Frankrijk.
In 1346 landde de Engelse koning Edward III met een leger van 12.000 man in Normandië en met dit leger wist hij de hoofdstad Caen snel te veroveren. Hierna versloegen de Engelsen het Franse leger bij de Slag bij Crécy, waarna het Engelse leger Calais kon innemen.

## Het beleg
Begin september 1346 begon de Engelse koning met het belegeren van de stad. Het beleg van Calais was de eerste belegering waarbij kanonnen werden gebruikt. De kanonnen waren niet sterk en ze ontploften ook nog vaak. De Engelsen hadden hun overwinning dan ook niet te danken aan de kanonnen. Na een beleg van bijna een jaar gaven de verdedigers zich over op 4 augustus 1347.

## De gevolgen
Nu de stad eenmaal was overgenomen konden de Engelsen voortaan hun soldaten veilig over Het Kanaal brengen om Frankrijk aan te vallen. Uiteindelijk verloren de Engelsen de Honderdjarige Oorlog meer dan een eeuw later in 1453. Ze verloren bijna alles wat ze in honderd jaar tijd hadden veroverd. Alleen Calais zou nog tot 1558 in Engelse handen blijven.